# Wolharig grijpstaartstekelvarken
Het wolharig grijpstaartstekelvarken (Coendou insidiosus)  is een zoogdier uit de familie van de stekelvarkens van de Nieuwe Wereld (Erethizontidae). De wetenschappelijke naam van de soort werd voor het eerst geldig gepubliceerd door Lichtenstein in 1818.

## Voorkomen
De soort is endemisch in het Atlantisch Woud in zuidwest Brazilië.